# Alconada
Alconada là một đô thị ở tỉnh Salamanca, phía tây Tây Ban Nha, cộng đồng tự trị Castile-Leon.
Alconada có diện tích 21,26 km2, dân số năm 2008 là 190 người, trong đó có 102 nam giới và 90 nữ giới. Alconada nằm ở khu vực có độ cao 820 m trên mực nước biển.